# Regering-Picqué II
De regering-Picqué II (23 juni 1995 - 14 juli 1999) was een Brusselse Hoofdstedelijke Regering, onder leiding van Charles Picqué (PS). Het was een vijfdelige coalitie: de socialisten (PS (17 zetels) en SP (2 zetels)), de Franstalige liberalen PRL-FDF (28 zetels), de Vlaamse christendemocraten CVP (3 zetels) en de Vlaams-nationalistische Volksunie (1 zetel). 
De regering volgde de regering-Picqué I op na de gewestverkiezingen van 21 mei 1995 en werd opgevolgd door de regering-Simonet I.

## Samenstelling

### Brusselse Hoofdstedelijke Regering
| Naam | Naam                    | Partij | Partij | Functie en bevoegdheden                                                                      | Termijn                         |
| ---- | ----------------------- | ------ | ------ | -------------------------------------------------------------------------------------------- | ------------------------------- |
|      | Charles Picqué (1948)   |        | PS     | Minister-president en Minister Werkgelegenheid, Gemeenten, Veiligheid en Monumenten en Sites | 23 juni 1995 - 14 juli 1999     |
|      | Jos Chabert (1933-2014) |        | CVP    | Minister Financiën, Begroting, Economie en Buitenlandse Betrekkingen                         | 23 juni 1995 - 14 juli 1999     |
|      | Hervé Hasquin (1942)    |        | PRL    | Minister Ruimtelijke Ordening, Stadsontwikkeling en Communicatie                             | 23 juni 1995 - 14 juli 1999     |
|      | Rufin Grijp (1938-2006) |        | SP     | Minister Buitenlandse Handel en Regionale Ambtenarenzaken                                    | 23 juni 1995 - 14 juli 1999     |
|      | Didier Gosuin (1952)    |        | FDF    | Minister Milieu, Stedelijke Vernieuwing en Toerisme                                          | 23 juni 1995 - 14 juli 1999     |
|      | Eric André (1955-2005)  |        | PRL    | Staatssecretaris Openbare Werken en Economie                                                 | 23 juni 1995 - 14 juli 1999     |
|      | Vic Anciaux (1931-2023) |        | VU     | Staatssecretaris Energiebeleid en Wetenschappelijk Onderzoek                                 | 23 juni 1995 - 21 november 1997 |
|      | Éric Tomas (1948)       |        | PS     | Staatssecretaris Woonbeleid, Taxi's en Coördinatie van het Gemeentebeleid                    | 23 juni 1995 - 14 juli 1999     |

### Gemeenschapscommissies

#### Gemeenschappelijke Gemeenschapscommissie (GGC)
| Naam | Naam                    | Partij | Partij | Functie en bevoegdheden                                                  |
| ---- | ----------------------- | ------ | ------ | ------------------------------------------------------------------------ |
|      | Charles Picqué (1948)   |        | PS     | Voorzitter                                                               |
|      | Jos Chabert (1933-2014) |        | CVP    | Minister Gezondheidsbeleid, Financiën, Begroting en Externe Betrekkingen |
|      | Hervé Hasquin (1942)    |        | PRL    | Minister Gezondheidsbeleid, Financiën, Begroting en Externe Betrekkingen |
|      | Rufin Grijp (1938-2006) |        | SP     | Minister Beleid inzake Bijstand aan Personen en Openbaar Ambt            |
|      | Didier Gosuin (1952)    |        | FDF    | Minister Beleid inzake Bijstand aan Personen en Openbaar Ambt            |

#### Vlaamse Gemeenschapscommissie (VGC)
| Naam                                                                   | Naam                    | Partij                              | Partij | Functie en bevoegdheden | Termijn                            |
| ---------------------------------------------------------------------- | ----------------------- | ----------------------------------- | ------ | ----------------------- | ---------------------------------- |
|                                                                        | Jos Chabert (1933-2014) |                                     | CVP    | Voorzitter              | 17 oktober 1997 - 23 oktober 1998  |
| Minister Cultuur en Welzijn                                            | Jos Chabert (1933-2014) | 23 juni 1995 - 14 juli 1999         | CVP    |                         |                                    |
| Minister Begroting en Kansarmoedebestrijding                           | Jos Chabert (1933-2014) | 1 december 1997 - 14 juli 1999      | CVP    |                         |                                    |
|                                                                        | Rufin Grijp (1938-2006) |                                     | SP     | Voorzitter              | 23 oktober 1998 - 14 juli 1999     |
| Minister Onderwijs en Voorschoolse Aangelegenheden                     | Rufin Grijp (1938-2006) | 23 juni 1995 - 14 juli 1999         | SP     |                         |                                    |
| Minister Gezondheidsbeleid en Ambtenarenzaken                          | Rufin Grijp (1938-2006) | 1 december 1997 - 14 juli 1999      | SP     |                         |                                    |
|                                                                        | Vic Anciaux (1931-2023) |                                     | VU     | Voorzitter              | 18 november 1996 - 17 oktober 1997 |
| Minister Gezondheidsbeleid, Kansarmoedebestrijding en Begroting        | Vic Anciaux (1931-2023) | 23 juni 1995 - 21 november 1997     | VU     |                         |                                    |
| Minister Migranten en Personeelsbeleid                                 | Vic Anciaux (1931-2023) | 23 juni 1995 - 18 november 1996     | VU     |                         |                                    |
| Minister Allochtonenbeleid en Ambtenarenzaken (vanaf 18 november 1996) | Vic Anciaux (1931-2023) | 18 november 1996 - 21 november 1997 | VU     |                         |                                    |

#### Franse Gemeenschapscommissie (FGC)
| Naam | Naam                   | Partij | Partij | Functie en bevoegdheden                                                                                                  |
| ---- | ---------------------- | ------ | ------ | --- |
|      | Hervé Hasquin (1942)   |        | PRL    | Voorzitter Begroting, Relaties met de Franse Gemeenschap en het Waals Gewest en Internationale Relaties                  |
|      | Charles Picqué (1948)  |        | PS     | Minister Bijstand aan Personen                                                                                           |
|      | Didier Gosuin (1952)   |        | FDF    | Minister Cultuur, Sport en Toerisme                                                                                      |
|      | Eric André (1955-2005) |        | PRL    | Staatssecretaris Beroepsopleiding en Permanente Vorming van de Middenklasse                                              |
|      | Éric Tomas (1948)      |        | PS     | Staatssecretaris Gezondheidszorg, Beroepsomscholing, Onderwijs, Sociale Promotie, Transport naar School en Openbaar Ambt |

### Herschikkingen
- Vic Anciaux nam ontslag op 21 november 1997. Hij wordt niet vervangen.

Picqué I · 
Picqué II · 
Simonet I · 
de Donnea · 
Ducarme · 
Simonet II · 
Picqué III · 
Picqué IV · 
Vervoort I ·
Vervoort II ·
Vervoort III